# عجلة فيريس الذهبية
عجلة فيريس الذهبية (بالصينية: 金色摩天輪) (بالإنجليزية: The Golden Ferris Wheel) هو مسلسل تلفزيوني تايواني تابع "إعصار تايوان" (بالصينية: 台灣龍捲風) وتم بثه في الفترة من 22 يونيو 2005 إلى 16 أغسطس 2006، بمجموع 301 حلقة. تم تغيير المنتجين وفريق الكتابة منذ الحلقة 113.

## مسلسل درامي على قناة سانلي تايوان 8 مساء
يسبقه: إعصار تايوان (24 فبراير 2004 - 22 يونيو 2005)
مدة الإصدار: 22 يونيو 2005 - 16 أغسطس 2006
يخلفه: طعم أول من السماء (16 أغسطس 2006 - 19 سبتمبر 2007)

## روابط خارجية
- 三立台灣台《金色摩天輪》官方網站
- TVBS-ASIA《金色摩天輪》官方網站نسخة محفوظة 5 أبريل 2008 على موقع واي باك مشين.
- 新加坡《金色摩天輪》官方網站